# Ch’oe T’ae Bok
Ch’oe T’ae Bok, również Choe Thae Bok (kor. 최태복, ur. 1 grudnia 1930, zm. 20 stycznia 2024) – północnokoreański polityk, ze względu na przynależność do najważniejszych gremiów politycznych Korei Północnej, uznawany za członka ścisłej elity władzy KRLD. Wieloletni doradca Kim Dzong Ila, jako specjalista od edukacji i spraw międzynarodowych wielokrotnie podróżował po świecie, odwiedzając głównie kraje sojusznicze Korei Północnej.

## Kariera
Ch’oe T’ae Bok urodził się 1 grudnia 1930 roku w mieście Nampo w prowincji P’yŏngan Południowy. Z wykształcenia chemik. Absolwent Szkoły Rewolucjonistów w Man’gyŏngdae oraz Uniwersytetu im. Kim Ir Sena w Pjongjangu. W latach 50. XX wieku studiował także na Politechnice w Lipsku (NRD, dziś Lipski Uniwersytet Nauk Stosowanych) oraz na Uniwersytecie Moskiewskim. Po powrocie ze studiów za granicą, pracował jako nauczyciel. W 1959 roku podjął pracę w Wydziale Edukacji Komitetu Centralnego Partii Pracy Korei. Do pracy nauczyciela powrócił w 1961 roku, gdy został wykładowcą inżynierii chemicznej oraz dziekanem Wydziału Zarządzania Edukacją na Politechnice w Hamhŭng. Ponad 10 lat później wrócił do KC, gdzie w 1972 roku otrzymał nominację na szefa jednej z sekcji Wydziału Edukacji. Po czterech latach został wicedyrektorem tego Wydziału. W międzyczasie pracował także w Koreańskiej Akademii Nauk, w siedzibie Instytutu Chemii KAN w Hamhŭng.
Od września 1978 kontynuował karierę akademicką jako dziekan, a następnie rektor Uniwersytetu Technologicznego im. Kim Ch’aeka w Pjongjangu. W dalszym ciągu angażował się jednak w sprawy międzynarodowe, w sierpniu 1981 roku stając na czele Stowarzyszenia Przyjaźni Koreańsko-Bułgarskiej. W latach 80. był ponadto wiceprzewodniczącym oraz przewodniczącym Komisji Edukacji Narodowej, a także ministrem edukacji. Ponieważ już w tym czasie odpowiadał za wyjazdy północnokoreańskiej młodzieży na studia za granicą (które to wyjazdy przynosiły studentom wiele korzyści), do dziś uchodzi za jednego z najpopularniejszych polityków wśród elit władzy KRLD.
Deputowany Najwyższego Zgromadzenia Ludowego KRLD, parlamentu KRLD, począwszy od VII kadencji (tj. nieprzerwanie od lutego 1982 roku). Od początku X kadencji (wrzesień 1998) – Przewodniczący Najwyższego Zgromadzenia Ludowego (nie mylić z Przewodniczącym Prezydium NZL, którym jest Kim Yŏng Nam i który faktycznie jest najważniejszą osobą w północnokoreańskim parlamencie).
Na IX Plenum 6. Komitetu Centralnego w 1984 wybrany na zastępcę członka Komitetu Centralnego. Pełne członkostwo w KC po raz pierwszy otrzymał 27 grudnia 1986 roku podczas XII Plenum, równolegle z objęciem stanowiska sekretarza KC odpowiedzialnego za edukację. W maju 1990 został zastępcą członka Biura Politycznego KC, a w styczniu 1992 – szefem Wydziału Nauki i Techniki KC. Od grudnia 1992 roku sekretarz KC odpowiedzialny za sprawy międzynarodowe, a od grudnia 1993 roku – ponownie za edukację. Wtedy także po raz drugi został szefem Wydziału Nauki i Techniki w Komitecie Centralnym. Jako parlamentarzysta od kwietnia 1993 roku był szefem Komisji Spraw Zagranicznych Najwyższego Zgromadzenia Ludowego. Nominacje te i przesunięcia między wydziałami KC pokazywały, że Ch’oe T’ae Bok od lat w Partii Pracy Korei zajmował się głównie sprawami edukacji, nauki oraz problematyką zagraniczną.
Jako polityk zajmujący się sprawami międzynarodowymi od lat był jednym z najczęściej jeżdżących w delegacje zagraniczne północnokoreańskich polityków. Tuż po objęciu mandatu deputowanego Najwyższego Zgromadzenia Ludowego w 1982 roku, przewodniczył delegacji parlamentu KRLD do Francji. Inne kraje, które odwiedził, to m.in. Malta (1982), Związek Radziecki (1984), Niemiecka Republika Demokratyczna (1984), Chiny (1985), Bułgaria (1985) czy Tanzania (1986).
W 2000 brał udział w słynnej podróży Kim Dzong Ila pociągiem do Rosji, gdzie był także w 2002 roku. W lutym oraz październiku 2010 udał się z oficjalnymi wizytami do Chin, a w marcu 2011 roku był w Wielkiej Brytanii. Reprezentował także Koreę Północną w lipcu 2010 roku na posiedzeniach ONZ w Genewie. Spotkał się wtedy z delegacjami Iranu, Syrii, Kuby oraz Chin. Przez lata nie tylko podróżował po świecie, ale także przyjmował delegacje składające wizyty w KRLD.
Podczas 3. Konferencji Partii Pracy Korei w dniu 28 września 2010 roku został wybrany członkiem Biura Politycznego i po raz drugi zasiadł w samym KC. Po śmierci Kim Dzong Ila w grudniu 2011 roku, Ch’oe T’ae Bok znalazł się na bardzo wysokim, 9. miejscu w 233-osobowym Komitecie Żałobnym. Świadczyło to o formalnej i faktycznej przynależności Ch’oe T’ae Boka do grona ścisłego kierownictwa politycznego Koreańskiej Republiki Ludowo-Demokratycznej. Według specjalistów, miejsca na listach tego typu określały rangę polityka w hierarchii aparatu władzy.

## Odznaczenia
- Order Kim Ir Sena (kwiecień 1992)
- Order Kim Dzong Ila (luty 2012)